# DC维朗贾
DC维朗贾（DC Virunga） 是一支位于民主刚果戈马的足球俱乐部，目前为民主刚果最高级别联赛刚果民主共和国足球甲级联赛球队，球队主体育场为维朗贾体育场（Stade de Virunga）。

## 联赛战绩
- 北基武省联赛冠军: 2次

2006, 2008